# 梁肃 (1940年)
梁肃（1940年8月—），男，汉族，天津人，中华人民共和国政治人物，曾任天津市人民政府副市长、天津市科学技术委员会主任，天津市政协副主席，天津市人大常委会副主任。